# La Poliziotta (fumetto)
La Poliziotta è stata una serie a fumetti per adulti di genere grottesco/poliziesco edita dalla Edifumetto dal 1980 al 1987 per 88 albi più 13 supplementi.

## Trama
La collana racconta le bizzarre avventure di Star Winder e il suo collega superdotato Silver Bird, costantemente alle prese con bizzarri criminali e con la costante presenza di rapporti sessuali.

## Storia editoriale
Il personaggio protagonista esordì nel 1978 su un albo unico supplemento della testata Odeon dal titolo La Poliziotta “Contro una sadica banda di finocchi motociclisti” e nel 1980 gli venne dedicato una serie autonoma, La Poliziotta, pubblicata mensilmente fino al 1987 sempre dalla Edifumetto.
La serie venne scritta da Renzo Barbieri, da Piergiulio Lighezzolo e da Enrico Teodorani e disegnata da Sandro Angiolini fino al numero 63 e da Franco Tarantola fino alla conclusione, col n. 88. Le copertine furono realizzate da Emanuele Taglietti (nn. 1/49, 55/88 ) e da Roberto Molino (nn. 50/54).
La serie venne ristampata parzialmente nella testata Super Poliziotta, edita dal 1985 al 1987 e poi negli anni novanta nella serie La Poliziotta - Nuova Serie.

## Elenco degli albi
1. Da Saffo Parrucchiere Per Signora
2. Avventura In Ospedale
3. Sexy Rapina
4. La Troupe Cinematografica
5. Caccia All’uomo
6. I Gioielloni Dell’emiro
7. Il Figlio Di Puttana
8. Il Playboy Di Marysville
9. Gay City
10. La Banda Trewor
11. Prostitution
12. Il Parco Degli Stupri
13. Ladri D’auto
14. La Vergine Bionda
15. Nude E Illibate Per Il Violentatore
16. Lo Stallone
17. Poker D’assi
18. La Falsa Poliziotta
19. Sexy-College
20. Violenza In Carcere
21. Colta In Fallo
22. La Prima Volta Di Silver Bird
23. Gli Assatanati
24. La Clinica Delle Perversioni
25. Il Sadico Di Marysville
26. Due Palle E Una Mazza
27. A Cosce Aperte
28. Il Circo Della Luce Rossa
29. L’ufo Stupratore
30. La Banca Dello Sperma
31. Stretta E Bagnata
32. L’uccello D’oro
33. Ipnosi
34. La Sexy Giornalista
35. Il Bruto
36. Le Libidinose
37. Miss California
38. La Gang Delle Pornofoto
39. Violenza Al Posto Di Polizia
40. Il Travestito
41. Il Vampiro Di Marysville
42. L’uomo Dai Due Uccelli
43. Gli Attrezzi Erotici Del Sexy Shop
44. La Moglie Morbosa
45. L’harem Galleggiante
46. Le Pornoautostoppiste
47. La Banda Gay
48. Il Pervertito
49. Sotto Tiro
50. Omosex
51. Il Ginecologo Perverso
52. Caccia Al Gorilla
53. Sesso Vietato
54. Quel Bastardo Del Tenente Kant
55. Lo Strozzino
56. Il Re Della Coca
57. Centralino Erotico
58. Rapina Record A Marysville
59. Susy La Prostituta Dei Vip
60. La Corsa Agli Uccelli
61. Vendetta Porno
62. Colpo Duro Anzi Durissimo
63. La Mummia Miliardaria
64. La Terribile Banda Mardox
65. Il Nano Cazzuto
66. Indumenti Erotici
67. La Ragazza Del Night
68. Un Lupo Mannaro A Marysville
69. Un Gran Figlio Di Puttana
70. Transex
71. Nude Sotto Il Vestito
72. Uno Sporco Gioco
73. Le Ragazze Dell’aerobic Dance
74. Il Bestiale Jimmy
75. Diabolico Piano
76. Omosex È Bello!
77. I Guardoni Del Motel
78. Il Duro Dell’ F.B.I.
79. Il Solito Sporco Gioco
80. I Pornopiaceri Della Clinica Bell
81. Viziosa Guerrigliera
82. Perversioni Di Gente Perbene
83. La Gang Delle Amazzoni
84. Quanto Costa Una Puttana?
85. Fellatio Mortale
86. Tamara La Zingara
87. Orgasmo In Fuori Giri
88. Il Maniaco

Supplementi:
- Odeon 2, lug 1978 “contro una sadica banda di finocchi motociclisti”
- 1, giu 1980 “sexyvampiro”
- 14, lug 1981 “american gigolo”
- 17, ott 1981 “droga party a Marysville”
- 32, gen 1983 “new york violenta”
- 36, mag 1986 “la fabbrica dei pornofilm”
- 38, lug 1983 “il clan dei fustigatori”
- 42, nov 1983 “terremoto”
- 46, mar 1984 “taxi sexy story
- 48, mag 1984 “caccia alle streghe”
- 51, lug 1984 “libido express”
- 62, lug1985 “gioco d’azzardo”
- 86, lug 1987 “le paludi della morte”

Extra:
- Sbirra n.1 (Serie star n.1, 1999) - Storia breve d'appendice inedita in omaggio a Sandro Angiolini. Silvano Calligari (storia, disegni), Enrico Teodorani (testi) Renzo Barbieri (supervisione)

Copertine:
- Emanuele Taglietti (1/49,55/88)
- Roberto Molino (50/54)